# Hebron Estates
Hebron Estates é uma cidade localizada no estado americano de Kentucky, no Condado de Bullitt.

## Demografia
Segundo o censo americano de 2000, a sua população era de 1104 habitantes.
Em 2006, foi estimada uma população de 1163, um aumento de 59 (5.3%).

## Geografia
De acordo com o United States Census Bureau tem uma área de
1,5 km², dos quais 1,5 km² cobertos por terra e 0,0 km² cobertos por água.

## Localidades na vizinhança
O diagrama seguinte representa as localidades num raio de 4 km ao redor de Hebron Estates.